# Klopni meningoencefalitis
Klopni meningoencefalitis (okrajšano KME) je vnetje možganov in možganskih ovojnic, ki ga povzroča virus klopnega meningoencefalitisa in ga prenaša klop vrste Ixodes ricinus. V Sloveniji je klopni meningoencefalitis endemičen. Okužba pri večini okuženih bolnikov poteka brez simptomov (subklinično), lahko pa se pojavi blaga neznačilna vročinska bolezen, pri določenem deležu okuženih pa je potek izrazito hud in se pojavijo znaki vnetja možganskih ovojnic in možganov. Bolezen lahko pusti trajne posledice, kot so glavobol, zmanjšana delovna sposobnost, zmanjšana sposobnost koncentracije, omrtvelosti (pareze) pa tudi ohromelost, smrtni izid pa povzroči le redko (pri do dveh odstotkih odraslih bolnikov). Najučinkovitejši ukrep za zaščito je cepljenje.

## Zgodovina
Klopni meningoencefalitis je prvič leta 1931 opisal avstrijski zdravnik Schneider, vendar je etiologija bolezni je ostala nepojasnjena do leta 1937. Takrat je skupini ruskih znanstvenikov na vzhodu Sibirije uspelo dokazati, da bolezen povzroča virus. V Sloveniji so bolezen dokazali leta 1953 in sicer so takrat prvič pri izolirali virus iz krvi bolnika. S tem so potrdili, da je bolezen osrednjega živčevja, ki se je začela pojavljati v nekaterih delih Slovenije po drugi svetovni vojni in ki je do tedaj niso poznali, klopni meningoencefalitis.

## Povzročitelji
Bolezen povzročajo trije podtipi virusa klopnega meningoencefalitisa:
- evropski,
- sibirski,
- daljnovzhodni.

## Prenašanje
Klopi igrajo pomembno vlogo kot prenašalci in naravni rezervoarji virusa. Življenjski krog navadnega klopa zajema tri stadije: larva, nimfa in odrasla žival. Glavni gostitelji larv in nimf so mali glodavci, žužkojedi in ptice, gostitelji odraslih klopov
pa srnjad, ježi, lisice, govedo, ovce, koze, prašiči, psi, mačke in človek. V Evropi prenašajo virus KME klopi Ixodes ricinus, v Rusiji in na Daljnem vzhodu Ixodes persulcatus, na Japonskem pa Ixodes ovatus. V Evropi je znanih več naravnih žarišč klopnega meningoencefalitisa, ki se razprostirajo od Skandinavije čez Poljsko, Nemčijo, Češko, Slovaško, Avstrijo, Madžarsko, Slovenijo in Hrvaško. V Sloveniji so okuženi klopi predvsem v gozdovih Gorenjske in Štajerske, nekoliko manj pa na Notranjskem, Kočevskem in novomeškem območju. Vendar pa ni možno točno začrtati okuženega območja in ne omejiti cepljenja le na ta območja.
Virus se lahko prenese tudi z uživanjem nepasteriziranega okuženega mleka, zlasti kozjega, in mlečnih izdelkov.

## Patogeneza
Virus se razmnožuje na mestu vboda klopa (ali v črevesni sluznici, če pride do okužbe z zaužitjem na primer mleka), nato se razširi v lokalno in sistemsko mezgovnično tkivo. Na vstopnem mestu v dendritičnih celicah kože se virus KME razmnožuje, razširi se v bližnje bezgavke, pride v mezgo, nato v kri in s krvjo v razne organe. S krvjo pride virus v endotelne celice možganskih kapilar in vstopi v parenhim možganov. Nekateri domnevajo, da virus lahko pride v osrednje živčevje po živčni poti iz okuženih perifernih živcev ali z okužbo dovzetnih vohalnih živcev.

## Klinična slika
Velika večina (70 do 98 %) okužb z virusom KME poteka brezsimptomsko. Ni jasno, zakaj pa pri določenem deležu okuženih povzroči razmeroma blago obliko izražene bolezni, pri nekaterih pa celo izrazito hud potek. Značilna bolezen poteka v
dveh fazah; kratki neznačilni vročinski bolezni sledi prosto obdobje in nato meningitis (vnetje ovojnic osrednjega živčevja), meningoencefalitis (vnetje ovojnic in možganov), meningoencefalomielitis (vnetje ovojnic, možganov in hrbtenjače)  ali meningoencefaloradikulitis (vnetje ovojnic osrednjega živčevja, možganov in hrbteničnih živcev). Dvofazni potek se pojavi pri približno dveh tretjinah bolnikov, okuženih z evropskim podtipom virusa KME, pri preostalih pa gre za enofazni potek.
Začetna faza, ki se kaže z vročino, utrujenostjo, splošnim slabim počutjem, glavoboli in bolečinami, sovpada s prisotnostjo virusa v krvi in traja 2 do 7 dni. V tej fazi znaki meningoencefalitisa še niso prisotni. Sledi obdobje izboljšanja, ki traja približno en teden, nato pa sledi druga faza bolezni. Običajno se pojavi višja vročina kot v začetni fazi, pridružijo pa se tudi znaki prizadetosti osrednjega živčevja. Klinična slika sega od razmeroma blagega meningitisa do hudega meningoencefalitisa, ki ga lahko spremljajo ohromitve.
Meningitis se kaže z vročino, glavobolom, bruhanjem. Če se meningitisu pridruži še encefalitis, se lahko pojavijo še zaspanost, tremor rok ali jezika, lahko tudi hujše motnje zavesti, govora, ravotežja , vedenjske motnje motnje v delovanju vegetativnega živčevja. Če je prizadeta tudi hrbtenjača, lahko pride do omrtvelosti (parez) ali ohromitev različnih mišičnih skupin, predvsem mišic ramenskega obroča in predela kolkov ter proksimalnih mišic zgornjih in
spodnjih udov. Pareze se pojavljajo asimetrično in se slabo popravljajo ter pogosto povzročajo trajno invalidnost. Če so prizadete tudi dihalne mišice, je potrebno umetno predihavanje in ti bolniki ostanejo pogosto vezani na pomoč ventilatorja do konca življenja.
Potek bolezni po zaužitju okuženega mleka se nekoliko razlikuje od poteka bolezni po vbodu klopa. Inkubacijska doba je krajša in traja 2 do 3 dni. Potek je dvofazen. Kratki neznačilni in gripi podobni vročinski bolezni sledi prosto obdobje., nato pa čez 6 do 10 dni sledi druga faza bolezni, ki se kaže s kliničnimi simptomi in z znaki meningitisa, lahko tudi encefalitisa. Ohromelosti pri tej obliki niso opazili, ozdravljenje pa je popolno, brez trajnih posledic.
Po akutni bolezni ima določen delež bolnikov (dobra tretjina pri okužbi z evropskim podtipom virusa) trajne posledice, ki jih imenujemo tudi postencefalitski sindrom.

## Prognoza
Bolezen lahko pusti trajne posledice, kot so glavobol, zmanjšana delovna sposobnost, zmanjšana sposobnost koncentracije, omrtvelosti (pareze) pa tudi ohromelost. Klopni meningoencefalitis je le redko smrtna bolezen.
Napovedni dejavniki za potek akutne bolezni in njenega izida niso povsem poznani. Pomembni so podtip virusa, bolnikova starost in verjetno tudi bolnikove genetske značilnosti. Podatki kažejo, da v povprečju najlažjo obliko bolezni povzroča evropski podtip virusa (smrtnost 0,5 do 2 %), najtežjo pa daljnovzhodni podtip (smrtnost 10 do 20 %). Bolezen v povprečju poteka v blažji obliki pri otrocih, najtežje pa pri starostnikih. Hujša oblika akutne bolezni pomeni večjo verjetnost za pojav postencefalitskega sindroma

## Epidemiologija
Klopni meningoencefalitis se pojavlja sezonsko, na Slovenskem od maja do oktobra; največ obolenj je v juliju. Tveganju okužbe so sicer izpostavljeni ljudje vseh starostnih skupin, v zadnjih letih pa narašča pojavnost okužb pri starejših. V letu 2013, na primer, je bila največja pojavnost klopnega meningoencefalitisa v starostni skupini 65 do 74 let (26,3/100.000), sledila je starostna skupina 55 do 64 let (24,0/100.000).
Sploh v zadnjih letih opažajo, da oboleva vedno več starejših oseb. Moški obolevajo pogosteje kot ženske. Največje tveganje za okužbo je pri ljudeh, ki se začasno ali stalno zadržujejo na endemskih območjih (gozdarski, gradbeni delavci, kmetovalci, ljudje, ki hodijo v gozd zaradi rekreacije, nabiranja gozdnih sadežev ...). Večina Slovenije je endemično območje, razen predela ob morju. Največja pojavnost okužb je na Gorenjskem in Koroškem. Slovenija se z baltskimi državami uvršča med evropske države z največjo pojavnostjo bolezni. Število prijavljenih primerov KME v Sloveniji iz leta v leto niha, v povprečju prijavijo okoli 250 okužb letno.

## Diagnostika
Klinična slika klopnega meningoencefalitisa ni dovolj značilna, zato diagnoza temelji na dokazovanju specifičnih protiteles. V zadnjih letih se uporablja encimsko-imunsko metodo, ki dokaz specifičnih protiteles razredov IgM in IgG v serumu bolnika. Protitelesa so v serumu bolnikov večinoma prisotni od začetka druge faze bolezni. V prvem obdobju bolezni se lahko okužba potrdi z neposrednim dokazom virusne RNK, za kar se večinoma uporabljajo molekularne metode RT-PCR.

## Zdravljenje
Zdravila ne poznamo, zato je zdravljenje omejeno le na lajšanje simptomov. Za zmanjševanje bolečin se uporabljajo protibolečinska zdravila, potrebno je ustrezno uravnavanje elektrolitov in bolnikovih tekočinskih potreb, zmanjševanje možganskega edema in podpora življenjskim funkcijam (uravnavanje krvnega obtoka in umetno predihavanje).

## Preprečevanje
Preprečevanje okužbe s klopnim meningoencefalitisom zajema tradicionalne ukrepe za manjšo izpostavljenost klopom, ki zajemajo izogibanje predelom, kjer so lahko klopi; uporabo odganjal (repelentov); nošnjo svetlih oblačil, na katerih klope laže opazimo; pokritje telesa z obleko (dolge hlače s hlačnicami v obuvalo, dolgi rokavi); zavestno iskanje klopov po izpostavitvi in čimprejšnja odstranitev; ter ukrepe, ki vplivajo na okolje (redna košnja trave v okolici bivališč, uporaba akaricidov, omejevanje populacije srnjadi).

### Cepljenje
Najučinkovitejši ukrep za zaščito pred klopnim meningoencefalitisom je cepljenje, ki je varno in učinkovito. Ob cepljenju se redko pojavijo prehodne reakcije, kot na primer rdečina in oteklina na mestu cepljenja, slabo počutje ali vročina, ki običajno minejo v enem dnevu. Proti klopnemu meningoencefalitisu se ne smejo cepiti osebe z akutno vročinsko boleznijo in osebe s hudo alergično reakcija po predhodnem odmerku cepiva ali s hudo alergijo na jajčne beljakovine. Priporočljivo je, da se cepljenje s prvima dvema odmerkoma opravi v zimskih mesecih z enomesečnim razmakom, da se vzpostavi zaščita pred boleznijo še pred aktivnostjo klopov. Tretji odmerek sledi čez 9 do 12 mesecev, nato pa so potrebni poživitveni odmerki, prvi čez 3 leta, kasneje pa na 5 let. Če posameznik prejme prvi odmerek cepiva kasneje, npr. v poletnih mesecih, je priporočljivo dobiti drugi odmerek cepiva že dva tedna po prvem, da se čim prej doseže zaščitna raven protiteles.
V Sloveniji je cepljenje proti KME od leta 1986 obvezno za tiste, ki so pri svojem delu izpostavljeni okužbi z virusom KME, od leta 1990 pa tudi za dijake in študente, ki so med šolanjem in pri praktičnem pouku izpostavljeni mogoči okužbi. Infektologi in epidemiologi priporočajo cepljenje vsem osebam, ki živijo na endemskem območju ali tja prihajajo.